# Workday
Workday, Inc.は、アメリカのオンデマンド（クラウド）型財務管理・人財管理ソフトウェアベンダーである。2005年のオラクル (企業)によるピープルソフト買収後、ピープルソフトの創業者で元CEOのDavid Duffield氏と、元チーフストラテジストのAneel Bhusri氏が設立した。2012年10月、WorkdayはIPO（新規株式公開）に成功し、企業価値は95億ドルとなった。
2020年のフォーチュン誌従業員満足度調査では「2020年に働きたい企業トップ100」の5位 に、『San Francisco Business Times』誌の「Best Places to Work in the Bay」の大企業部門で2位にランクインしている。
顧客数は2022年現在、世界各国で3350社以上で、2021年1月決算では43億ドルの売上を計上している。

## 沿革
Workdayは2005年3月に創業し、2006年11月からサービスローンチした。当初は創業者であるDuffieldとベンチャーキャピタルのGreylock Partners社が出資していた。2008年12月、Workdayは本社をカリフォルニア州ウォルナットクリークから、現在の本社であるカリフォルニア州プレザントンへ移転している。
2008年2月6日、WorkdayはCape Clear Software社を買収することで最終合意に達したと発表した。2008年5月、WorkdayはFlextronics社と人財管理ソフトウェアサービスを提供する大型契約を締結した。Workday の契約または導入を公表している他の大規模多国籍企業には、アヴィバ、レントキル・イニシャル、トムソン・ロイター、タイムワーナー などがある。2009年4月29日に7500万ドルの資金調達、2011年10月24日にはWorkdayは8500万ドルの新規資金調達を行い、調達した資金の総額は2億5000万ドルに達したと発表した。2012年10月にはニューヨーク証券取引所で新規株式公開（IPO）を開始し、銘柄コードは「WDAY」となった。公開株価は28ドルで、10月12日（金）に48.69ドルで取引を終え、未行使のストックオプションを含めて時価総額約95億ドルの新興企業に成長した。
2018年には拡張分析ツールを展開するStories.bi社を、2021年11月には、企業が外部の労働力人材を管理するためのスタートアップ、VNDLY社をそれぞれ買収している。
2022年1月時点におけるWorkdayの顧客は3350社以上で、フォーチュン50の60％、フォーチュン500の40％が、人事基盤に「ワークデイ」を選んでいるなど、業界横断的に採用が広がっている。

## ビジネスモデル
ソフトウェアをそのまま販売するのではなく、いわゆるSaaSとしてサービスを提供している。顧客は契約時に前払いを行うが、収益(ARR)としては契約期間にわたって認識されるサブスクリプション型となっている。
2016年度には売上10億ドルを超過し、その後も成長を続け、2020年度には売上43億ドルを計上している。

## 製品・機能
財務、人事、プラン ニング、分析、学生・教職員ライフサイクル管理のクラウド アプリケーションをひとつのシステムで提供しているため、エンタープライズに求められる機能を横断的に利用できる点がワークデイの大きな特徴である。ワークデイは下記のアプリケーションにより構成されている。
- ファイナンシャル マネジメント (財務管理)
  - 会計・財務
  - 収益管理
  - マネジメント レポーティング
  - エンタープライズ レポーティング
  - 経費管理
  - 調達管理
  - 在庫管理
  - プロジェクト
  - グラント管理
- ファイナンシャル パフォーマンス管理
- ヒューマン キャピタル マネジメント
  - 人事管理
  - ワークフォースプランニング
  - 福利厚生
  - 報酬管理
  - タレント マネジメント
  - リクルーティング
  - 給与計算ソリューション
  - 勤怠管理
  - 教育研修
- プリズムアナリティクス
- プロフェッショナル サービス オートメーション
- スチューデント
  - アカデミックな基盤
  - 新卒学生の採用
  - 入学手続き
  - カリキュラム管理
  - 在籍記録
  - 学業支援
  - 奨学金
  - 学生財務

## 過去に買収した企業
|  | 買収された企業    | 買収時期   | 業態                             |
|  | ----------------- | ---------- | -------------------------------- |
|  | VNDLY             | 2021年11月 | 派遣社員・契約社員管理           |
|  | Zimit             | 2021年9月  | 見積管理                         |
|  | Peakon            | 2021年3月  | 従業員エンゲージメント           |
|  | Scout RFP         | 2019年12月 | 調達管理                         |
|  | TrustedKey        | 2019年7月  | ID管理                           |
|  | Stories.bi        | 2018年7月  | 拡張分析                         |
|  | Adaptive Insights | 2018年6月  | ビジネスプランニング             |
|  | Rallyteam         | 2018年6月  | 人材開発プラットフォーム         |
|  | SkipFlag          | 2018年1月  | 機械学習・人工知能               |
|  | Pattern           | 2017年8月  | チームコラボレーション           |
|  | Platfora          | 2016年7月  | 分析                             |
|  | Zaption           | 2016年6月  | コンテンツマネジメント           |
|  | Mediacore         | 2015年10月 | 学習プラットフォーム             |
|  | Upshot            | 2015年7月  | タレントマネジメント             |
|  | Gridcraft         | 2015年4月  | プランニングツール               |
|  | Identified        | 2014年2月  | 人材採用                         |
|  | CapeClear         | 2008年2月  | ウェブサービスインテグレーション |